# Taniela Waqa
Taniela Waqa (22 de junio de 1983) es un futbolista fiyiano que juega como defensor o mediocampista en el Labasa FC.

## Carrera
Debutó en 2003 en el Lautoka FC, en 2008 pasó al Labasa FC y en 2009 estuvo en el Ba FC. Luego de permanecer un año sin club, en 2011 el Hekari United lo fichó.

### Clubes
| Club                         | País               | Año               |
| ---------------------------- | ------------------ | ----------------- |
| Lautoka Football Association | Fiyi               | 2003 - 2008       |
| Labasa FC                    | Fiyi               | 2008 - 2009       |
| Ba Football Association      | Fiyi               | 2009 - 2010       |
| Hekari United Football Club  | Papúa Nueva Guinea | 2011 - 2014       |
| Labasa FC                    | Fiyi               | 2014 - actualidad |

### Selección nacional
Representó a Fiyi en 24 ocasiones, convirtiendo 3 goles.